# سوسن عبدات
سوسن عبدات أو سوسن الملك اوزيا (باللاتينية: Iris regis-uzziae) هو أحد أنواع السوسن من الفصيلة السوسنية.

## الموئل والانتشار
ينتشر في جنوب بلاد الشام.